# Fetiales
Fetiales of Feciales was een door Numa of Ancus Martius ingestelde college van priester aan wie  het bij de Romeinen opgedragen, om onder heilige plechtige gebruiken oorlog af te kondigen en vrede te sluiten.
Zij werden uit de aanzienlijkste families voor hun leven gekozen en waren onschendbaar. Had een volk de Romeinse staat een belediging aangedaan, dan gingen gewoonlijk vier Fetiales naar de grenzen om daar voldoening te eisen. Zo deze binnen dertig dagen niet volgde, dan keerden zij naar de vijandelijke grenzen terug, en onder de woorden: bellum iustum indico facioque ("ik verklaar en begin een rechtvaardige oorlog"), wierp de woordvoerder een lans (hasta ferrata, sanguinea praeusta) in het vijandlijke land. Deze oorlogsverklaring heette clarigatio.
Toen deze plechtigheid aan de grenzen ten gevolge van de uitgebreidheid van het Romeinse Rijk niet meer mogelijk was, verplaatste men haar in de tempel van Bellona.
Bij het sluiten van vrede slachtte de pater patratus (bondsvader, bondspriester; een van de fetiales) met een stenen mes een zwijn (foedus icere, ferire, percutere) en wierp dan het mes weg met de woorden: si sciens fallo, tum me Diespiter salva urbe arceque bonis eiiciat, ut ego hunc lapidem ("als ik bewust bedrieg, dat Iupiter mij dan uit mijn goederen weggooit, met de stad en burcht gered, zoals ik deze steen (weggooi).").
Ook bij andere volken van Italië komen de Fetiales voor.

## Referentie
- art. Fetiales, Feciales, in F. Lübker - trad. ed. J.D. Van Hoëvell, Classisch Woordenboek van Kunsten en Wetenschappen, Rotterdam, 1857, p. 368.